# Moyenne de Lehmer

Construction géométrique des moyennes de Lehmer de deux nombres réels, selon un résultat de Farnsworth et Orr.

En mathématiques, la moyenne de Lehmer d'une famille {\displaystyle (x_{1},\dots ,x_{n})} de nombres réels strictement positifs, portant le nom de Derrick Henry Lehmer,  est une moyenne définie par :
{\displaystyle L_{p}(x_{1},\dots ,x_{n})={\frac {\sum _{k=1}^{n}x_{k}^{p}}{\sum _{k=1}^{n}x_{k}^{p-1}}},}
où p est un réel quelconque.
La moyenne de Lehmer pondérée par une famille {\displaystyle (m_{1},\dots ,m_{n})} de poids positifs est définie par :
{\displaystyle L_{p}(x_{1},\cdots ,x_{n})={\frac {\sum _{k=1}^{n}m_{k}\cdot x_{k}^{p}}{\sum _{k=1}^{n}m_{k}\cdot x_{k}^{p-1}}}.}
Elle n'est autre que la moyenne de {\displaystyle (x_{1},\dots ,x_{n})} pondérée par la famille {\displaystyle (m_{1}x_{1}^{p-1},\dots ,m_{n}x_{n}^{p-1})}.
La moyenne de Lehmer propose une alternative à la moyenne de Hölder habituelle pour relier le minimum et le maximum en passant par la moyenne harmonique et la moyenne arithmétique.

## Propriétés

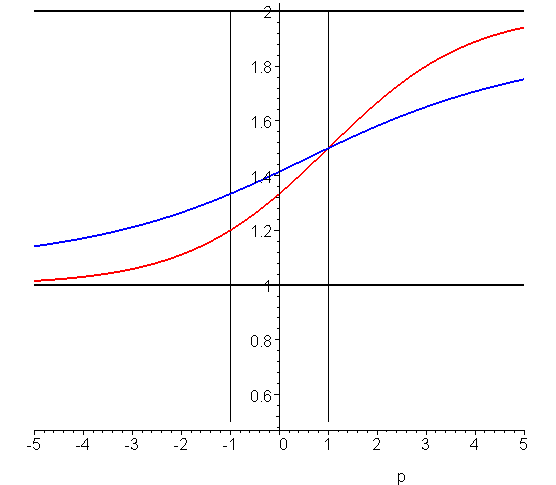
Comparaison entre la moyenne de Lehmer de 1 et 2 (en rouge), avec leur moyenne de Hölder (en bleu).

La moyenne de Lehmer d'ordre p + 1 d'un n-uplet de nombres positifs est supérieure ou égale à la moyenne (de Hölder) d'ordre p si et seulement si p est supérieur ou égal à 1, et inversement :
{\displaystyle {\begin{cases}\forall (x_{1},\cdots ,x_{n})\in \mathbb {R} _{+}^{*n},L_{p+1}(x_{1},\cdots ,x_{n})\geqslant M_{p}(x_{1},\cdots ,x_{n})&\Longleftrightarrow p\geqslant 1,\\\forall (x_{1},\cdots ,x_{n})\in \mathbb {R} _{+}^{*n},L_{p+1}(x_{1},\cdots ,x_{n})\leqslant M_{p}(x_{1},\cdots ,x_{n})&\Longleftrightarrow p\leqslant 1.\end{cases}}}
La moyenne de Lehmer ne respecte pas l'inégalité de Minkowski pour tout ordre:
{\displaystyle {\begin{cases}\forall (x_{1},\cdots ,x_{n}),(y_{1},\cdots ,y_{n})\in \mathbb {R} _{+}^{*n},L_{p}(x_{1}+y_{1},\cdots ,x_{n}+y_{n})\leqslant L_{p}(x_{1},\cdots ,x_{n})+L_{p}(y_{1},\cdots ,y_{n})&\Longleftrightarrow 1\leqslant p\leqslant 2,\\\forall (x_{1},\cdots ,x_{n}),(y_{1},\cdots ,y_{n})\in \mathbb {R} _{+}^{*n},L_{p}(x_{1}+y_{1},\cdots ,x_{n}+y_{n})\geqslant L_{p}(x_{1},\cdots ,x_{n})+L_{p}(y_{1},\cdots ,y_{n})&\Longleftrightarrow 0\leqslant p\leqslant 1.\end{cases}}}
La dérivée de {\displaystyle p\mapsto L_{p}(x_{1},\cdots ,x_{n})}
{\displaystyle {\frac {\partial }{\partial p}}L_{p}(x_{1},\cdots ,x_{n})={\frac {\left(\sum _{j=1}^{n}\sum _{k=j+1}^{n}\left[x_{j}-x_{k}\right]\cdot \left[\ln(x_{j})-\ln(x_{k})\right]\cdot \left[x_{j}\cdot x_{k}\right]^{p-1}\right)}{\left(\sum _{k=1}^{n}x_{k}^{p-1}\right)^{2}}},}
étant positive, cette fonction est croissante ; on a donc l’implication
{\displaystyle p\leqslant q\Longrightarrow L_{p}({x_{1},\cdots ,x_{n}})\leqslant L_{q}(x_{1},\cdots ,x_{n})}
La dérivée de la moyenne pondérée de Lehmer est :
{\displaystyle {\frac {\partial L_{p}(x_{1},\cdots ,x_{n})}{\partial p}}={\frac {(\sum mx^{p-1})(\sum mx^{p}\ln {x})-(\sum mx^{p})(\sum mx^{p-1}\ln {x})}{(\sum mx^{p-1})^{2}}}}

## Cas particuliers
- {\displaystyle \lim _{p\to -\infty }L_{p}(x_{1},\cdots ,x_{n})} est le minimum de {\displaystyle (x_{1},\cdots ,x_{n})}.
- {\displaystyle L_{0}(x_{1},\cdots ,x_{n})} est la moyenne harmonique.
- {\displaystyle L_{\frac {1}{2}}(x_{1},x_{2})} est la moyenne géométrique de {\displaystyle x_{1}} et {\displaystyle x_{2}}.
- {\displaystyle L_{1}(x_{1},\cdots ,x_{n})} est la moyenne arithmétique.
- {\displaystyle L_{2}(x_{1},\cdots ,x_{n})} est la moyenne contre-harmonique.
- {\displaystyle \lim _{p\to \infty }L_{p}(x_{1},\cdots ,x_{n})} est le maximum de {\displaystyle (x_{1},\cdots ,x_{n})}.